# Montréal-Ouest (ancienne circonscription fédérale)
Pour les articles homonymes, voir Montréal (homonymie).
Montréal-Ouest est une ancienne circonscription fédérale du Québec, située sur l'île de Montréal.
C'est l'Acte de l'Amérique du Nord britannique de 1867 qui créa ce qui fut appelé le district électoral de Montréal-Ouest. La circonscription existera jusqu'en 1892, année où elle fut démantelée parmi les circonscriptions de Saint-Antoine et Saint-Laurent.

## Géographie
La circonscription comprenait :
- Une partie de la ville de Montréal contenue dans les quartiers Sainte-Anne, Saint-Antoine et Saint-Laurent.

## Députés
1. 1867-1868 — Thomas D'Arcy McGee, Libéral-conservateur
2. 1868¹-1872 — Michael Patrick Ryan, Libéral-conservateur
3. 1872-1874 — John Young, Libéral
4. 1874-1875 — Frederick Mackenzie, Libéral
5. 1875¹-1878 — Thomas Workman, Libéral
6. 1878-1887 — Matthew Hamilton Gault, Conservateur
7. 1887-1892 — Donald Alexander Smith, Conservateur indépendant

- ¹ = Élections partielles